# Imagine, un cambrousard du dernier donjon dans la ville de départ !
Imagine, un cambrousard du dernier donjon dans la ville de départ ! (たとえばラストダンジョン前の村の少年が序盤の街で暮らすような物語, Tatoeba rasuto danjon mae no mura no shōnen ga joban no machi de kurasu yō na monogatari) est une série de light novel japonais écrit par Toshio Satō et illustrée par Nao Watanuki. SB Creative a publié quinze volumes depuis février 2017 sous le label GA Bunko.
Une adaptation du light novel en manga avec les illustrations d'Hajime Fusemachi est prépubliée depuis septembre 2017 dans le magazine de manga en ligne Gangan Online appartenant à Square Enix. Le manga a été rassemblé à ce jour en dix volumes tankōbon.
Une adaptation en une série d'animation réalisée par le studio Liden Films a été diffusée du 4 janvier 2021 au 22 mars 2021.

## Synopsis
Lloyd est un adolescent du village légendaire de Kunlun parti de son village pour devenir un soldat dans l'armée du royaume d'Azami. Dans son village, il est connu comme étant le plus faible. Cependant, les standards de son village, dans la région la plus dangereuse du monde, sont incroyablement faussés et, à vrai dire, il est terriblement puissant par rapport au monde extérieur. Lloyd, réussira-t-il à réaliser son rêve de devenir soldat de l'armée ?

## Personnages
Lloyd Belladonna (ロイド, Roido)
Voix japonaise : Yumiri Hanamori (en)
Lloyd est un adolescent du village légendaire de Kunlun qui est parti pour devenir soldat dans l'armée du royaume. Dans son village, il est connu comme étant le plus faible. Cependant, les standards de son village, dans la région la plus dangereuse du monde, sont incroyablement faussés et, à vrai dire, il est terriblement puissant par rapport au monde extérieur. Il est gentil et généreux, désireux d'aider et très humble. Il excelle dans la cuisine et le nettoyage, mais ne peut être convaincu de sa véritable puissance.
Marie (マリー, Marī)
Voix japonaise : Ai Kayano
Une sorcière adolescente vivant dans les bidonvilles d'Eastside dans le royaume d'Azami, vendant des potions aux habitants, généralement pour des informations plutôt que pour de l'argent en raison de la pauvreté du quartier. Elle est une ancienne élève d'Alka et secrètement la princesse disparue du royaume, Maria Azami (マリア・アザミ, Maria Azami)  .
Alka (アルカ, Aruka)
Voix japonaise : Natsumi Hioka (en)
Le chef du village de Kunlun. Bien qu'elle ressemble à une fille de douze ans, elle a en fait des centaines d'années et est une utilisatrice de magie incroyablement puissante. Elle a secrètement le béguin pour Lloyd et se téléporte fréquemment dans la capitale pour avoir de ses nouvelles.
Selen Hemein (セレン, Seren)
Voix japonaise : Madoka Asahina (en)
Aussi connu sous le nom de "Princesse-ceinture maudite". Fille d'un noble, Selen a été maudite enfant par une ceinture magique enroulée autour de sa tête et ne pouvant être enlevée par aucune magie connue. Cet accident a conduit au scandale et à la honte de la noblesse. Elle a désespérément développé sa force en raison d'une affirmation selon laquelle un pouvoir supérieur à la ceinture la briserait, et est venue dans la capitale pour rejoindre l'armée et affiner davantage son pouvoir. Lorsque Lloyd arrive sauver Selen d'un monstre géant il brise la malédiction de la ceinture Selen, ainsi Selen éprouve un amour très puissant pour lui. Elle a tendance à parler d'elle-même et de Lloyd comme étant déjà mutuellement amoureuses et montrant de l'animosité envers celles qu'elle perçoit comme ses rivales.
Riho Flavin (リホ)
Voix japonaise : Minami Tsuda (en)
Une mercenaire avec un bras, son bras gauche étant remplacé par une puissante prothèse mécanique. Elle a rejoint l'armée dans le cadre d'un accord avec l'instructeur militaire Merthohan Dextro en échange de l'effacement de son casier judiciaire. Elle recherche constamment des moyens d'utiliser les autres à son avantage.
Phyllo Quinone (フィロ, Firo)
Voix japonaise : Miku Itō
Allan Toin Lidcaine (アラン, Aran)
Voix japonaise : Seiichirō Yamashita (en)
Fils de la famille des Licaine, une puissante famille noble de guerrier.
Shôma (ショウマ, Shōma)
Voix japonaise : Sōma Saitō
Le grand frère spirituel de Lloyd.
Merthohan (メルトファン, Merutofan)
Voix japonaise : Satoshi Hino (en)
Choline (コリン, Korin)
Voix japonaise : M.A.O
Assistante de Merthohan, elle sait lire les runes anciennes.
Mena Quinone (メナ)
Voix japonaise : Haruka Tomatsu 
Chrome Molybdène (クロム, Kuromu)
Voix japonaise : Taketora (en)
Ex-garde royale possédant un restaurant miteux et qui recrutera comme cuisinier Lloyd Belladonna.
Rol Calcifé (ロール, Rōru)
Voix japonaise : Naomi Shindō
Micona Zole (ミコナ, Mikona)
Voix japonaise : Natsumi Fujiwara (en)
Sô (ソウ, Sō)
Voix japonaise : Takaya Hashi
Vritra (ヴリトラ, Vuritora)
Voix japonaise : Katsuyuki Konishi
Eug (レナ・ユーグ, Rena Yūgu)
Voix japonaise : Yūko Sanpei

## Light novel
SB Creative a publié quinze volumes depuis février 2017 sous le label GA Bunko,.

### Liste des volumes
| no                                                               | Japonais          | Japonais          |
| no                                                               | Date de sortie    | ISBN              |
| ---------------------------------------------------------------- | ----------------- | ----------------- |
| 1                                                                | 15 février 2017   | 978-4-7973-9029-2 |
| 2                                                                | 15 juin 2017      | 978-4-7973-9266-1 |
| 3                                                                | 15 septembre 2017 | 978-4-7973-9385-9 |
| 4                                                                | 15 février 2018   | 978-4-7973-9553-2 |
| 5                                                                | 14 juillet 2018   | 978-4-7973-9752-9 |
| 6                                                                | 15 janvier 2019   | 978-4-7973-9933-2 |
| 7                                                                | 12 juillet 2019   | 978-4-8156-0016-7 |
| 8                                                                | 14 novembre 2019  | 978-4-8156-0468-4 |
| 9                                                                | 14 avril 2020     | 978-4-8156-0510-0 |
| Ce numéro possède une édition spéciale (ISBN 978-4-8156-0509-4). |                   |                   |
| 10                                                               | 11 septembre 2020 | 978-4-8156-0777-7 |
| 11                                                               | 14 janvier 2021   | 978-4-8156-0924-5 |
| 12                                                               | 12 mars 2021      | 978-4-8156-0960-3 |
| 13                                                               | 14 septembre 2021 | 978-4-8156-0990-0 |
| 14                                                               | 12 mars 2022      | 978-4-8156-1244-3 |
| 15                                                               | 14 juillet 2022   | 978-4-8156-0990-0 |

## Manga
Une adaptation du light novel en manga avec les illustrations d'Hajime Fusemachi est prépubliée depuis septembre 2017 dans le magazine de manga en ligne Gangan Online appartenant à Square Enix. Le manga a été rassemblé à ce jour en dix volumes tankōbon.

### Liste des tomes
| no | Japonais          | Japonais          |
| no | Date de sortie    | ISBN              |
| -- | ----------------- | ----------------- |
| 1  | 13 février 2018   | 978-4-75-755620-1 |
| 2  | 12 juillet 2018   | 978-4-75-755778-9 |
| 3  | 2 février 2019    | 978-4-75-756002-4 |
| 4  | 12 septembre 2019 | 978-4-75-756290-5 |
| 5  | 11 avril 2020     | 978-4-75-756554-8 |
| 6  | 12 septembre 2020 | 978-4-75-756842-6 |
| 7  | 11 décembre 2020  | 978-4-75-757003-0 |
| 8  | 12 mars 2021      | 978-4-75-757152-5 |
| 9  | 10 septembre 2021 | 978-4-75-757471-7 |
| 10 | 12 avril 2022     | 978-4-75-757880-7 |

## Manga dérivé
Un manga dérivé de l'œuvre originale écrit par le même auteur et illustré par Souchuu, se nommant Tatoeba rasuto danjon mae no mura no shōnen ga joban no machi no shokudō de hataraku nichijō monogatari (たとえばラストダンジョン前の村の少年が序盤の街の食堂で働く日常物語) est prépubliée dans le Monthly Shōnen Gangan depuis le 11 janvier 2020. Il est à ce jour rassemblé en quatre volumes tankōbon.

### Liste des tomes
| no | Japonais          | Japonais          |
| no | Date de sortie    | ISBN              |
| -- | ----------------- | ----------------- |
| 1  | 11 décembre 2020  | 978-4-75-757002-3 |
| 2  | 12 mars 2021      | 978-4-75-757151-8 |
| 3  | 10 septembre 2021 | 978-4-75-757472-4 |
| 4  | 12 avril 2022     | 978-4-75-757881-4 |

## Anime
Une adaptation en une série télévisée d'animation a été annoncée lors d'un live pour l'évènement GA Fes 2019 le 19 octobre 2019. La série est animée par le studio Liden Films et réalisée par migmi, avec Deko Akao en tant que scénariste. Makoto Iino s'occupant du design des personnages et Michiru composant la musique de la série.
La série devait initialement être diffusée en octobre 2020, mais a été reportée pour le 4 janvier 2021,,. La série a été diffusée du 4 janvier 2021 au 22 mars 2021.
Le générique d'ouverture est Suppose It's the magic of courage (たとえばそれは勇気の魔法, Tatoeba sore wa yūki no mahō)  interprété par Haruka Yamazaki, et le générique de fin est I'mpossible？ interprété par Luce Twinkle Wink☆,.
Funimation possède les droits de la série et la diffuse sur sa plateforme en Amérique du Nord, dans les îles britanniques, en Europe via Wakanim, et en Australie et en Nouvelle-Zélande via AnimeLab. La série est aussi disponible en France sur Crunchyroll.

### Liste des épisodes
| No | Titre français                                                                | Titre japonais                                                                                           | Titre japonais                                                                                                | Date de 1re diffusion |
| No | Titre français                                                                | Kanji | Rōmaji | Date de 1re diffusion |
| -- | ----------------------------------------------------------------------------- | --- | --- | --------------------- |
| 1  | Imagine, un cambrousard du dernier donjon dans la ville de départ !           | たとえばラストダンジョン前の村の少年が序盤の街で暮らすような物語                                         | Tatoeba rasuto danjon mae no mura no shōnen ga joban no machi de kurasu yō na monogatari                      | 4 janvier 2021        |
| 2  | Imagine le roi de la savane dans une ferme pédagogique                        | たとえば百獣の王が動物園のふれあいコーナーに寝転がるような場違い感                                       | Tatoeba hyakujū no ō ga dōbutsuen no fureai kōnā ni nekorogaru yō na bachigai-kan                             | 11 janvier 2021       |
| 3  | Imagine une personne prête à tout pour toi dont tu dois calmer les ardeurs    | たとえば「なんでもします！」と言われりゃ悪い気はしないけどそこはダメって言わなきゃいけないようなジレンマ | Tatoeba "Nan demo shimasu!" to iwarerya warui ki wa shinai kedo soko wa damette iwanakya ikenai yō na jirenma | 18 janvier 2021       |
| 4  | Imagine un matin où le héros d'un roman pousse l'histoire vers son dénouement | たとえば小説の主人公が物語を大団円に導いたような朝                                                       | Tatoeba shōsetsu no shujinkō ga monogatari o daidan'en ni michibiita yō na asa                                | 25 janvier 2021       |
| 5  | Imagine avoir une invitation digne des conseils de drague d'un magazine       | たとえば雑誌に載っていたモテる口説き文句を真に受けてしまったような大胆な誘いっぷり                       | Tatoeba zasshi ni notte ita moteru kudoki monku o ma ni ukete shimatta yō na daitan'na sasoi-ppuri            | 1er février 2021      |
| 6  | Imagine le début d'un tournoi où vainqueurs comme perdants gagnent            | たとえば絶対勝つだろうってやつが勝って、絶対負けるだろうってやつも勝つような交流試合の開始               | Tatoeba zettai katsu darōtte yatsu ga katte, zettai makeru darōtte yatsu mo katsu yō na kōryūjiai no kaishi   | 8 février 2021        |
| 7  | Imagine pressentir que c'est toi qui ramasseras les pots cassés               | たとえば不安がないわけではなかったがやっぱり尻拭いをするのは自分になりそうな予感                         | Tatoeba fuan ga nai wake de wa nakatta ga yappari shirinugui o suru no wa jibun ni nari sō na yokan           | 15 février 2021       |
| 8  | Imagine une situation où une relation commencée pour de faux devient vraie    | たとえば演技でも恋人のふりをしていたら本気になっちゃうこともありますわよねっ！な状況                     | Tatoeba engi de mo koibito no furi o shite itara honki ni natchau koto mo arimasu wa yo ne! Na jōkyō          | 22 février 2021       |
| 9  | Imagine te retrouver face à 3 boss de fin dans le donjon du début             | たとえば序盤のダンジョンに出かけて行ったらラスボスが3人いたような展開                                    | Tatoeba joban no danjon ni dekaketeittara rasubosu ga sannin ita Yō na tenkai                                 | 1er mars 2021         |
| 10 | Imagine un séjour dans un village de légende du style "Pays imaginaire"       | たとえば「ネバーランドに一泊二日してくる」並みにありえない伝説の村への帰郷                               | Tatoeba "Nebārando ni ippaku futsuka shite kuru" nami ni arienai densetsu no mura e no kikyō                  | 8 mars 2021           |
| 11 | Imagine le méchant qui va et vient comme si c'était le tournant d'un film     | たとえば映画の中盤のように悪役がチラチラするクライマックス一歩手前                                       | Tatoeba eiga no chūban no yō ni akuyaku ga chirachira suru kuraimakkusu ippotemae                             | 15 mars 2021          |
| 12 | Imagine un cambrousard du dernier donjon qui s'habitue à la ville de départ   | たとえばラストダンジョン前の村の少年が序盤の街で暮らすとこんな風になるよねって展開                       | Tatoeba rasuto danjon mae no mura no shōnen ga joban no machi de kurasu to konna kaze ni naru yo nette tenkai | 22 mars 2021          |

## Jeu vidéo
Un jeu smartphone free-to-play développé pour les appareils IOS et Android sera publié au Japon et dans les régions parlant le chinois traditionnel en 2021.